# Контни Петро Йосифович
Пйотр Контний (Петро Йосифович Контни; 1895 — 7 серпня 1947 — польський вчений-ботанік, доктор природничих наук. Брав найактивнішу участь в охороні природи  Галичини в 1930-х роках. 

## Життєпис
Народився в 1895 р. Жив у Львові. 
Був членом Львівського комітету з охорони природи. У 1933 р. — один з ініціаторів створення в Тернопільському воєводстві першого (на  Україні і в  Польщі) шкільного резервату. Як ботанік чимало зробив для охорони кедра. Велику увагу приділяв пропаганді природоохорони: писав статті в газети, виступав з лекціями, організовував виставки охорони природи. З його ініціативи львівська газета «Туристичний кур'єр» з 1931 р. стала публікувати статті по охороні природи. Залучав до природоохоронної діяльності церкву. За його пропозицією Львівський синод прийняв два природоохоронних укази. За сприяння П. Контного митрополит Андрій Шептицький підписав рішення про заповідання резервату на горі Яйце на землях митрополії. Пізніше вчений пропонував розширити даний заповідний об'єкт, перетворивши його в Український парк природи. П. Контни був також ініціатором створення резервату ім. архієпископа Я. Білчевського на Жулицькій горі біля  Золочева.
У 1930-х роках учений працював у Земельному банку м. Львова. Користувався великою довірою в західно-українських елітних колах і здійснював зв'язок між українською інтелігенцією та польськими державними природоохоронними органами. У травні 1931 р. брав участь у краєзнавчому з'їзді в м. Станиславів, де підняв питання про охорону кедра в Східних Карпатах. 
Після радянської окупації Галичини у 1939 р. і її анексія СРСР брав активну участь у відновленні створених за польської влади резерватах. Після Другої світової війни залишився у Львові, працював у Львівському медінституті.
7 серпня 1947 року наклав на себе руки, викинувшись з вікна.[джерело?]

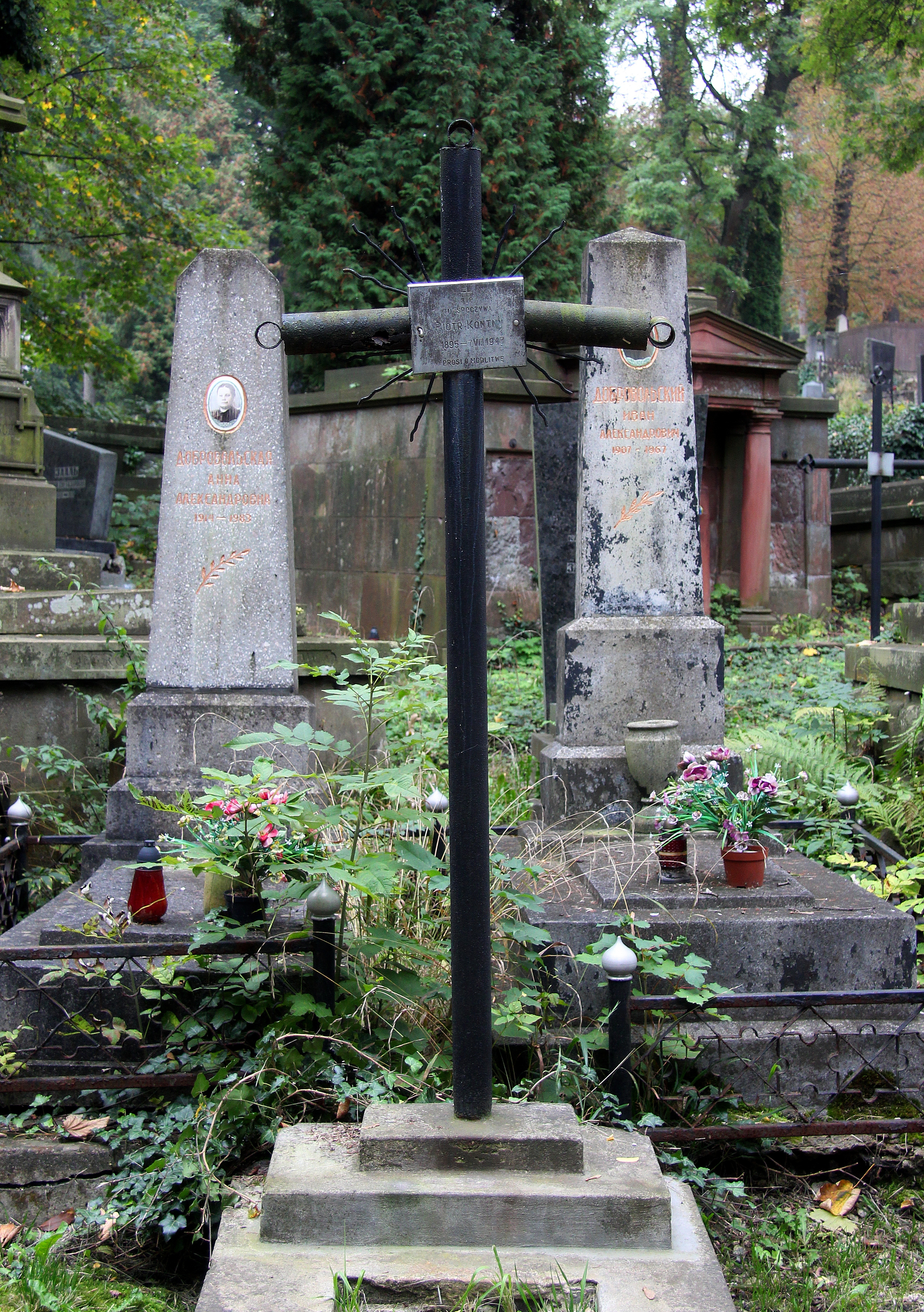

Похований на 59 полі Личаківського цвинтаря.

## Публікації Петра Контни
П. Конти — автор кількох статей з історії, господарства і природи  Гуцульщини.
- Kontny P. Oaza Szebrnych Kwietow. — Lwow, 1932.
- Kontny P. Pierwszy szkolny rezerwat przyrody // Kurjer Poranny. — 1934. — № 3.
- Kontny P. Problemy ochrony przyrody w spoleczenstwie ukrainskiem // Gazeta Poranna. — 1935; 4, 5, 6, 7 січня, № 10888-10891.

## Про нього
- Мудрак Ю. Охорона природи на Українських землях// Львів: Діло. — 1935; 5, 6, 7, 8 лютого.
- Ankieta w sprawie Karpat Wschodnich. — Варшава, 1932. — 247 с.
- Rymarowicz L. Rezezwat Limbowy na Jajku Pereninskim w Gorganach // Almanach Karpacki. — 1995. — № 10. — С. 81—93.
- Sprawozdanie z dzialalnosci Lwowskiego Komitetu P.R.O.P. // Ochrona przyrody. — 1931. — № 11. — С. 165–166.